# Sint-Eligiuskerk (Bentille)

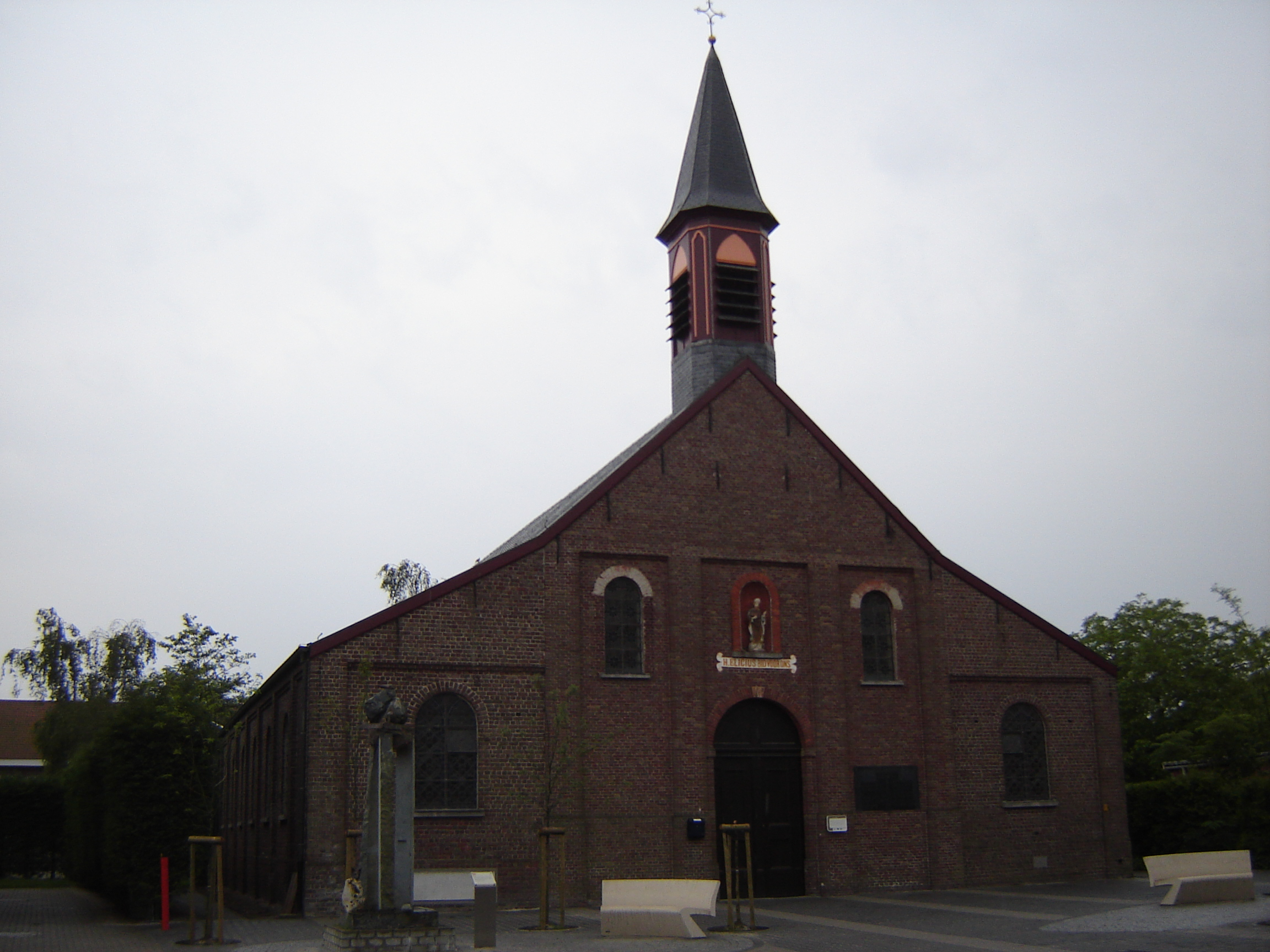
Sint-Eligiuskerk

De parochiekerk Sint-Eligius in het Oost-Vlaamse dorp Bentille (gemeente Sint-Laureins) is gelegen aan de Sint-Jansstraat 4.

## Geschiedenis
Bentille beschikte reeds in de 13e eeuw over een kapel. In het begin van de 17e eeuw was er dienaangaande sprake van verval, en nadien van een nieuw bedehuis.
Op de plaats van de actuele kerk werd vroeg in de 18e eeuw nogmaals een kapel opgetrokken. Laatstgenoemde werd in 1747 op een kaart ingetekend.
Het koor van een achteraf (in 1758-1759) gebouwde nieuwe kapel werd gericht naar het westen. Dit eenbeukige bedehuis onderging bijna een eeuw later, in 1852, een verbouwing en werd uitgebreid om de huidige kerk te worden. Thans doet ze -geïntegreerd in de bestaande kerk- dienst als priesterkoor.
In 1926 werden aan het geheel twee zijbeuken toegevoegd.
De kerk werd in 2018 ontwijd, en werd onder andere gebruikt als turnzaal.
In 2024 werd bekend dat het kerkgebouw afgebroken zal worden.

## Gebouw

### Exterieur
De huidige driebeukige kerk in baksteen, heeft een driezijdige koorafsluiting en een bescheiden torentje op het dak. In een nis boven de ingang bevindt zich een Sint-Eligiusbeeld.

### Interieur
Veel van het meubilair is neogotisch. Het zuidelijk zijaltaar is vervaardigd uit gepolychromeerd hout. Het stamt uit het midden der 17e eeuw en is afkomstig van een kapelletje dat zich destijds op het kerkhof van Sint-Laureins bevond.
Twee koorbanken en twee biechtstoelen dateren uit het midden van de 18e eeuw. De preekstoel heeft een 17e-eeuwse trap en is verfraaid met twee heraldische leeuwen op spijlen, die het wapenschild en het motto van de familie d'Herbe dragen.
Een cartouche op het klankbord van de preekstoel toont de volgende Latijnse tekst: " Qui ex Deo est verba Dei Audit ". Io(hann)es. Betekenis: " Gods volgelingen luisteren naar Gods Woord ". Johannes.
1. ↑  https://www.hln.be/sint-laureins/zes-jaar-na-ontwijding-wordt-kerk-bentille-nu-afgebroken-nood-aan-extra-parking-in-het-dorp~a7195c28c/